# Rhagodes ahwazensis
Rhagodes ahwazensis är en spindeldjursart som beskrevs av Kraus 1959. Rhagodes ahwazensis ingår i släktet Rhagodes och familjen Rhagodidae. Inga underarter finns listade i Catalogue of Life.